# Mont Lago
Pour les articles homonymes, voir Lago.
Le mont Lago, en anglais Mount Lago, est une montagne des États-Unis, point culminant du chaînon Okanagan avec 2 665 mètres d'altitude. Il est inclus dans la forêt nationale d'Okanogan et dans l'aire sauvage Pasayten.